# Pat (Magyarország)
Pat község Zala vármegyében, a Nagykanizsai járásban.

## Fekvése
Zala vármegye keleti szélén, Nagykanizsától mintegy 25 kilométerre keletre található, a Nemesdéd-Miháld közti 6817-es út mentén. A szomszédos falvak Miháld és a már Somogy vármegyéhez tartozó Varászló. Pat központjától alig 300 méterre található a megyehatár.

## Története
Először 1332-ben említik a települést, akkori Potoch alakban, a pápai tizedjegyzékben. A 16. században a Kanizsai család birtokaihoz tartozik, de 1445-46 környékén eladták várnagyuknak, Bakonoki Török Lászlónak, aki felvette a Pati előnevet.
1486-ban Mátyás király elvette a birtokot Török Lászlótól és a Tolnai Bornemissza János alkincstárnoknak adományozta, aki Mátyás királynál kegyelmet eszközölt ki Török Lászlónak, és a föld egy részét sikeresen visszaadta.
1776-ban a település Vrancsics Pál ezredes és Tahy Imre birtoka. A 18. század közepén elzavart szlovén (vend) evangélikus családok települtek le a faluban. A türelmi rendelet érvénybe léptével sok szlovén visszatért  hazájába, mások itt maradtak és a 19. századra beolvadtak a magyar népességbe.
1832-ben gróf Festetics Miklós és Festetics Imre, valamint Zichy Károly is tulajdonosa Patnak. 1863-ban a helyi lakosok  evangélikus templomot építettek. A századfordulón 300 római katolikus, 285 evangélikus és 10 református élt itt. Egy-egy római katolikus és evangélikus iskolája volt ekkoriban Patnak.
A gyermeklétszám csökkenése miatt 1976-ban megszűnt az iskola. 1988-ban építették fel az evangélikus egyház tulajdonában lévő kultúrházat, majd 1997-ben községi művelődési ház épült. 1995-ben faluház létesült. Az evangélikus templomot 1988-ban renoválták. 1998-ban új imaház épült, majd 2000-ben harangot szenteltek. A községben 1990-ben sportpálya létesült öltözővel.

## Közélete

### Polgármesterei
- 1990–1994: Pintér Lajos (független)[4]
- 1994–1998: Pintér Lajos (független)[5]
- 1998–2002: Pintér Lajos (független)[6]
- 2002–2006: Pintér Lajos (független)[7]
- 2006–2010: Pintér Lajos (független)[8]
- 2010–2014: Pintér Lajos (független)[9]
- 2014–2019: Bata Zoltán (független)[10]
- 2019–2024: Bata Zoltán (független)[11]
- 2024– : Bata Zoltán (független)[1]

## Oktatás
A településnek közös fenntartású általános iskolája és napköziotthonos óvodája van Miháld és Sand községekkel.

## Kultúra
A helyi kultúrházban könyvtár működik.
A településen énekkar tevékenykedik.
Júliusban evangélikus ifjúsági tábort tartanak, 60 gyermek részvételével.

## Gazdaság
A településen a munkanélküliek aránya 1994-ben 13,9%-ra, 1997-ben 18,9%-ra tehető.
Az aktív korú népesség létszáma 1994-ben 144 fő, 1997-ben 111 fő.

## Népesség
A település népességének változása:
| Lakosok száma | 226  | 208  | 182  | 206  | 205  | 197  | 198  |
|               | 2013 | 2014 | 2015 | 2021 | 2022 | 2023 | 2024 |

A 2011-es népszámlálás idején a nemzetiségi megoszlás a következő volt: magyar 97,5%, német 2,5%. A lakosok 63,6%-a római katolikusnak, 5,8% reformátusnak, 18,9% evangélikusnak vallotta magát (10,2% nem nyilatkozott).
2022-ben a lakosság 81,5%-a vallotta magát magyarnak, 15,6% németnek, 1% horvátnak, 0,5% cigánynak, 7,3% egyéb, nem hazai nemzetiségűnek (7,3% nem nyilatkozott; a kettős identitások miatt a végösszeg nagyobb lehet 100%-nál). Vallásuk szerint 27,3% volt római katolikus, 15,1% evangélikus, 1,5% református, 0,5% izraelita, 0,5% ortodox, 0,5% egyéb keresztény, 1% egyéb katolikus, 7,3% felekezeten kívüli (45,9% nem válaszolt).

## Nevezetességei
- Evangélikus templom és a haranglábja[13]
- Katolikus templom[13]
- Faluház[13]
- Községháza[13]
- Millenniumi emlékpark és Emlékmű[13]
- Első világháborús emlékmű[13]
- Halastavak[13]
- Zalakomár és Pat között elterülő madárrezervátum[16]

## Külső hivatkozások
- Zalakaros Környéki Települések Területfejlesztési Társulásának honlapja